# JRAサウンドコース
JRAサウンドコース（ジェイアールエーサウンドコース）はFM OSAKAで放送されていたラジオ番組。FMラジオの番組としては珍しい競馬を取り扱った番組である（この他にもTOKYO FMのK-BARという番組がある。こちらもパーソナリティは杉本清が担当。）。競馬と音楽を融合させている。また、FM AICHIでも同時刻にネットされていた。
放送中に噛むと、「ダメ缶」と呼ばれる入れ物に100円入れる決まりが存在する。
この番組は2009年3月31日をもって終了した。

## 放送時間
- 火曜21:00-21:55

## 放送局
- FM OSAKA（制作・キー局）
- FM AICHI（2001年9月までは金曜 21:00-21:55に3日遅れで放送していた。）

## パーソナリティ
- 杉本清（メインパーソナリティ）
- 珠久美穂子（2007年1月～）
- 神田亜紀（～2006年12月）

## コーナー一覧
競馬FM
G1のレース予想や期待の高まる競走馬の紹介など。
キヨシのスポーツバブルのコーナー
野球や格闘技など競馬以外のスポーツを取り上げる。